# Euroswydd
Nella mitologia gallese Euroswydd è il padre di Nisien e di Efnisien, attraverso Penarddun, figlia di Beli Mawr.
Nel secondo ramo del Mabinogion Penarddun è la moglie di Llyr, da cui ha Brân il Benedetto, Branwen e Manawydan. La nascita di Nisien ed Efnisien non viene descritta in questo testo, ma una delle Triadi Gallesi afferma che Euroswydd tenne prigioniero Llyr, uno dei Tre Esaltati Prigionieri dell'Isola di Britannia.